# Thane (huyện)
Huyện Thane là một huyện thuộc bang Maharashtra, Ấn Độ. Thủ phủ huyện Thane đóng ở Thane. Huyện Thane có diện tích 9558 ki lô mét vuông. Đến thời điểm năm 2001, huyện Thane có dân số 8128833 người.